# Джимі Траоре
Джимі Траоре (фр. Djimi Traoré, нар. 1 березня 1980, Сент-Уан) — малійський та французький футболіст, що грав на позиції захисника.
Найбільше титулів здобув виступаючи за «Ліверпуль», з яким став переможцем Ліги чемпіонів УЄФА, володарем Кубка УЄФА та Суперкубка УЄФА. Крім того на внутрішній арені з «мерсісайдцями» по два рази вигравав Кубок Англії та Кубок англійської ліги і ще одного разу Суперкубок Англії. Також провів кілька матчів за національну збірну Малі.

## Клубна кар'єра
У дорослому футболі дебютував 1997 року виступами за команду «Лаваль», в якій провів вітора сезони, взявши участь лише у 5 матчах чемпіонату.
В лютому 1999 року французький наставник «Ліверпуля» Жерар Ульє за 500 тисяч фунтів викупив трансфер Джимі, і Траоре перейшов в його команду. У мерсісайдській команді Джимі не став гравцем основного складу і сезон 2001/02 років провів в оренді в «Лансі». Після повернення до «Ліверпуля» Траоре став основнтим гравцем команди у сезоні 2002/03 «скориставшись» травмою швейцарського захисника Стефана Аншо.
Проте вже в наступному сезоні 2003/04 Траоре втратив місце в основі та виступав в основному за резервну команду, і в 2004 році ледь не перейшов у стан сусідів і найлютіших ворогів «Ліверпуля» з «Евертона», проте все ж вирішив залишитися. При новому наставнику «Ліверпуля» Рафаелі Бенитесі Джимі знову повернувся в основний склад команди. Тим не менш, він неодноразово піддавався критиці за поганий вибір позиції і помилки. Так, наприклад, у матчі третього раунду Кубку Англії 2004/05 років у матчі проти «Бернлі» Траоре повторив «фінт Зідана» у власному штрафному майданчику і вніс м'яч у ворота «Ліверпуля». Цей гол так і залишився єдиним у матчі, завдяки чому його команда поступилася більш скромному супернику і покинула турнір.
Однак Траоре залишався регулярним гравцем першого складу і взяв участь у фінальному матчі Ліги чемпіонів проти  «Мілана». Перший тайм йому не вдався — саме Траоре порушив правила на першій хвилині гри, в результаті чого «Мілан» отримав право на штрафний удар, з якого Паоло Мальдіні відкрив рахунок. Однак у другому таймі Траоре став діяти значно впевненіше, зокрема, виніс м'яч з лінії воріт після удару Андрія Шевченка . Підсумком матчу стала перемога «Ліверпуля» в серії пенальті, а Траоре став першим малійським футболістом, який виграв Ліги Чемпіонів УЄФА.
У сезоні 2005/06 років Траоре був витісненим зі складу Йоном-Арне Ріїсе і Стівеном Ворноком, а тому влітку вирішив покинути клуб і 8 серпня 2006 року за два мільйони фунтів перейшов в «Чарльтон Атлетік». Дебют в новій команді Джимі не вдався — у матчі проти «Вест Гем Юнайтед» він отримав дві жовті картки і був вилучений. Це стало п'ятим за вісім років видаленням гравця «Чарльтона» в першому ж матчі сезону. Незабаром Джимі отримав травму, яка ще більше погіршила його становище в клубі. Після півроку в команді Джимі отримав від Алана Пардью дозвіл шукати собі новий клуб. Він вибрав «Портсмут», з яким підписав контракт на два з половиною роки. Джимі зіграв за «Портсмут» в 10 матчах сезону, але в наступному році з'явився на полі лише тричі, а тому в січні 2008 року він перейшов на правах оренди за французький «Ренн».
Повернувшись влітку 2008 року у «Портсмут», Джимі взагалі не провів закоманду жодного матчу і 10 лютого 2009 року приєднався також на правах оренди до «Бірмінгем Сіті», що виступав у Чемпіоншіпі. Незабаром Траоре отримав травму підколінного сухожилля, через що дебютував за клуб лише у квітні. Всього виходив на поле за команду лише у трьох матчах чемпіонату.
18 червня 2009 року Траоре підписав дворічний контракт з «Монако», де став основним гравцем команди, взявши в тому числі участь у фіналі Кубка Франції 2010, де монегаски поступились «Парі Сен-Жермену». 18 грудня 2010 року у захисника стався розрив передньої хрестоподібної зв'язки в коліні під час матчу. Ця травма вивела його з гри ні шість місяців, аж до моменту закінчення контракту з «Монако» влітку того ж року.
18 серпня 2011 року Траоре на правах вільного агента підписав однорічний контракт з «Марселем». В новій команді Джимі здебільшого залишався на лавці запасних, в тому числі і в фіналі Кубка ліги 2012 року, який марсельський клуб виграв, через що покинув клуб в кінці сезону.
Завершив професійну ігрову кар'єру у клубі «Сіетл Саундерз», за команду якого виступав протягом 2013—2014 років і став у другому сезоні володарем відкритого кубку США і переможцем регулярного сезону МЛС, після чого завершив ігрову кар'єру.

## Виступи за збірну
У 1995—1997 роках виступав за юнацькі збірні Франції, проте надалі до лав французької команди не залучався.
2004 року прийняв пропозицію від своєї етнічної батьківщини і дебютував в офіційних матчах у складі національної збірної Малі. Протягом кар'єри у національній команді, яка тривала усього 3 роки, провів у формі головної команди країни 6 матчів, забивши 1 гол.

## Статистика

### Клубна
| Чемпіонат | Чемпіонат          | Чемпіонат    | Ліга | Ліга | Кубок           | Кубок           | Кубок ліги             | Кубок ліги             | Континент. змаг. | Континент. змаг. | Всього | Всього |
| Сезон     | Клуб               | Ліга         | Ігри | Голи | Ігри            | Голи            | Ігри                   | Голи                   | Ігри             | Голи             | Ігри   | Голи   |
| Франція   | Франція            | Франція      | Ліга | Ліга | Кубок Франції   | Кубок Франції   | Кубок Ліги             | Кубок Ліги             | Європа           | Європа           | Всього | Всього |
| --------- | ------------------ | ------------ | ---- | ---- | --------------- | --------------- | ---------------------- | ---------------------- | ---------------- | ---------------- | ------ | ------ |
| 1997/98   | «Лаваль»           | Дивізіон 2   | 1    | 0    | 0               | 0               | 0                      | 0                      | 0                | 0                | 1      | 0      |
| 1998/99   | «Лаваль»           | Дивізіон 2   | 4    | 0    | 0               | 0               | 0                      | 0                      | 0                | 0                | 4      | 0      |
| Англія    | Англія             | Англія       | Ліга | Ліга | Кубок Англії    | Кубок Англії    | Кубок англійської ліги | Кубок англійської ліги | Європа           | Європа           | Всього | Всього |
| 1999/00   | «Ліверпуль»        | Прем'єр-ліга | 0    | 0    | 0               | 0               | 2                      | 0                      | 0                | 0                | 2      | 0      |
| 2000/01   | «Ліверпуль»        | Прем'єр-ліга | 8    | 0    | 0               | 0               | 1                      | 0                      | 3                | 0                | 12     | 0      |
| 2001/02   | «Ліверпуль»        | Прем'єр-ліга | 0    | 0    | 0               | 0               | 0                      | 0                      | 1                | 0                | 1      | 0      |
| Франція   | Франція            | Франція      | Ліга | Ліга | Кубок Франції   | Кубок Франції   | Кубок Ліги             | Кубок Ліги             | Європа           | Європа           | Всього | Всього |
| 2001/02   | «Ланс»             | Дивізіон 1   | 19   | 0    | 0               | 0               | 1                      | 0                      | 0                | 0                | 20     | 0      |
| Англія    | Англія             | Англія       | Ліга | Ліга | Кубок Англії    | Кубок Англії    | Кубок англійської ліги | Кубок англійської ліги | Європа           | Європа           | Всього | Всього |
| 2002/03   | «Ліверпуль»        | Прем'єр-ліга | 32   | 0    | 2               | 0               | 3                      | 0                      | 11               | 0                | 48     | 0      |
| 2003/04   | «Ліверпуль»        | Прем'єр-ліга | 7    | 0    | 0               | 0               | 2                      | 0                      | 2                | 1                | 11     | 1      |
| 2004/05   | «Ліверпуль»        | Прем'єр-ліга | 26   | 0    | 1               | 0               | 5                      | 0                      | 10               | 0                | 42     | 0      |
| 2005/06   | «Ліверпуль»        | Прем'єр-ліга | 15   | 0    | 2               | 0               | 1                      | 0                      | 5                | 0                | 23     | 0      |
| 2006/07   | «Чарльтон Атлетик» | Прем'єр-ліга | 11   | 0    | 1               | 0               | 1                      | 0                      | 0                | 0                | 13     | 0      |
| 2006/07   | «Портсмут»         | Прем'єр-ліга | 10   | 0    | 0               | 0               | 0                      | 0                      | 0                | 0                | 10     | 0      |
| 2007/08   | «Портсмут»         | Прем'єр-ліга | 3    | 0    | 0               | 0               | 0                      | 0                      | 0                | 0                | 3      | 0      |
| Франція   | Франція            | Франція      | Ліга | Ліга | Кубок Франції   | Кубок Франції   | Кубок Ліги             | Кубок Ліги             | Європа           | Європа           | Всього | Всього |
| 2007/08   | «Ренн»             | Ліга 1       | 15   | 0    | 0               | 0               | 0                      | 0                      | 0                | 0                | 15     | 0      |
| Англія    | Англія             | Англія       | Ліга | Ліга | Кубок Англії    | Кубок Англії    | Кубок англійської ліги | Кубок англійської ліги | Європа           | Європа           | Всього | Всього |
| 2008/09   | «Портсмут»         | Прем'єр-ліга | 0    | 0    | 0               | 0               | 0                      | 0                      | 0                | 0                | 0      | 0      |
| 2008/09   | «Бірмінгем Сіті»   | Чемпіоншіп   | 3    | 0    | 0               | 0               | 0                      | 0                      | 0                | 0                | 3      | 0      |
| Франція   | Франція            | Франція      | Ліга | Ліга | Кубок Франції   | Кубок Франції   | Кубок Ліги             | Кубок Ліги             | Європа           | Європа           | Всього | Всього |
| 2009/10   | «Монако»           | Ліга 1       | 29   | 0    | 6               | 1               | 0                      | 0                      | 0                | 0                | 35     | 1      |
| 2010/11   | «Монако»           | Ліга 1       | 7    | 0    | 0               | 0               | 1                      | 0                      | 0                | 0                | 8      | 0      |
| 2011/12   | «Марсель»          | Ліга 1       | 11   | 0    | 3               | 0               | 3                      | 0                      | 3                | 0                | 20     | 0      |
| США       | США                | США          | Ліга | Ліга | Відкритий кубок | Відкритий кубок | Кубок МЛС              | Кубок МЛС              | Північна Америка | Північна Америка | Всього | Всього |
| 2013      | «Сіетл Саундерз»   | МЛС          | 27   | 1    | 0               | 0               | 3                      | 0                      | 4                | 1                | 34     | 2      |
| 2014      | «Сіетл Саундерз»   | МЛС          | 15   | 0    | 0               | 0               | 1                      | 0                      | 0                | 0                | 16     | 0      |
| Країна    | Франція            | Франція      | 86   | 0    | 9               | 1               | 5                      | 0                      | 3                | 0                | 103    | 1      |
| Країна    | Англія             | Англія       | 115  | 0    | 6               | 0               | 15                     | 0                      | 32               | 1                | 168    | 1      |
| Країна    | США                | США          | 42   | 1    | 0               | 0               | 4                      | 0                      | 4                | 1                | 50     | 2      |
| Всього    | Всього             | Всього       | 243  | 1    | 15              | 1               | 24                     | 0                      | 39               | 2                | 321    | 4      |

### Збірна
| Збірна Малі | Збірна Малі | Збірна Малі |
| Роки        | Ігри        | Голи        |
| ----------- | ----------- | ----------- |
| 2004        | 1           | 0           |
| 2005        | 2           | 0           |
| 2006        | 2           | 0           |
| Всього      | 5           | 0           |

## Титули і досягнення
- Переможець Ліги чемпіонів УЄФА (1):

«Ліверпуль»: 2004-05
- Володар Суперкубка УЄФА (1):

«Ліверпуль»: 2005
- Володар Кубка УЄФА (1):

«Ліверпуль»: 2000-01
- Володар Кубка Англії (2):

«Ліверпуль»: 2000-01, 2005-06
- Володар Суперкубка Англії (1):

«Ліверпуль»: 2001
- Володар Кубка Футбольної ліги (2):

«Ліверпуль»: 2000-01, 2002-03
- Володар Кубка французької ліги (1):

«Марсель»: 2011-12